# 日本橋箱崎町
日本橋箱崎町（日语：／ Nihonbashi-hakozakichō */?）是東京都中央區的地名，屬舊日本橋區地域。

## 概要
町內辦公大樓林立，通稱「箱崎」、「箱崎町」。
首都高速道路高架下的東京城市航空總站是往羽田機場、成田機場等接駁巴士的巴士總站。2002年以前曾提供出國審査服務，後因警備強化等原因廢止。
箱崎JCT是交通要地，常發生車輛堵塞。

## 地理
位於日本橋地域東側，鄰江東區（佐賀）。
河川、橋
- 隅田川
  - 隅田川大橋
- 日本橋川
  - 湊橋
  - 豐海橋

## 歷史
經歷天正、寛永期間的填埋造陸後，形成被隅田川、日本橋川、箱崎川、濱町川圍繞的島嶼，北部為箱崎町一、二丁目，西部為北新堀町，其他部分大多為武家地。1657年（明曆3年）設立幕府御船藏，1665年（寛文5年）設立船見番所，成為水運行政的據點。元祿、享保期間，奈良屋茂左衛門之弟，安左衛門建造大規模藏屋敷群。1698年（元祿11年）架設永代橋，商業活動逐漸興盛。安左衛門沒落後，藏屋敷在1740年（元文5年）被三井家收購。
1872年（明治5年），武家地成立箱崎町三、四丁目。1880年（明治13年）北新堀町建造由喬賽亞·康德（Josiah Conder）設計的開拓使物產賣捌所，翌年開拓使廢止後，日本銀行移入，一躍成為經濟中心，1896年（明治29年）日本銀行搬至現址，翌年永代橋往上游遷移，人潮減少，三井倉庫與日本郵船等再次在箱崎町設立倉庫。
昭和40年代，隨著首都高速道路建設與堀的填埋，周遭環境為之一變。1976年（昭和51年），日本橋北新堀町與日本橋箱崎町一～四丁目合併成立現在的日本橋箱崎町。現在町內會仍保留舊名（箱崎北新堀町會，箱崎二、三町會，箱崎町箱四町會）。

### 地名的由來
過去町內曾有座箱池，或稱箱崎池。

### 舊町名
- 日本橋北新堀町
- 日本橋箱崎町（1丁目〜4丁目）

## 地域
公園
- 箱崎川第一公園
- 箱崎川第二公園
- 箱崎公園
- 街角廣場 箱崎綠地
- 箱崎河岸綠道

機關
- 東京都下水道局 中央出張所

所轄之警察署、消防署
- 久松警察署（所在地：日本橋久松町）
- 日本橋消防署（所在地：日本橋兜町）

企業
- 日本IBM本社- 三井倉庫舊址，現為IBM箱崎大樓（1989年3月竣工。地上25階）。舊箱崎事業所。
- 首都高速道路 東東京管理局
- 郵船航空服務 本社 - 郵船箱崎町大樓
- 升喜

## 觀光
景點
- 東京城市航空總站 - 水天宮前站直接連接。

史蹟
- 日本銀行 - 創業地。
- 箱崎川
- 三井倉庫 - 日本銀行舊址。

## 交通
鐵路
- 東京地下鐵半藏門線○水天宮前站 - 副站名（箱崎航空總站前）。（所在地：日本橋蠣殼町）

巴士
- 中央區循環巴士「江戶巴士」（日立自動車交通運行）
- 東京城市航空總站 - 請參照東京城市航空總站。（羽田機場、成田機場等）

首都高速道路、出入口
- 首都高速6號向島線
- 首都高速9號深川線
- 箱崎JCT
- 箱崎PA
- 箱崎出入口

## 備註
1. ↑  町丁目別世帯数男女別人口　中央区ホームページ  平成25年8月1日現在 的存檔，存档日期2013-03-12.

## 外部連結
- 日本橋蠣殼町地區 町名的由來 - 中央區官方網站內
- 箱崎町［兜町、新川、八丁堀地區］- 中央區觀光協會
- 東京城市航空總站 (T-CAT)
- 舊館・舊館外觀 - 日本銀行官方網站内
- 箱崎町 - 古今・江戸日本橋 日本橋”町”物語